# Сюверня
Сюверня (Суверень, Сиверенья, Суверня) — река в России, протекает в Тамалинском и Белинском районах Пензенской области. Исток реки находится к юго-востоку от села Вишнёвое. Устье реки находится в 382 км по левому берегу реки Ворона у села Чернышево. Длина реки составляет 58 км, площадь водосборного бассейна 441 км².
В 40 км от устья слева в Сюверню впадает Грязнуха в 1 км к северу от Ульяновки. В 20 км от устья справа в Сюверню впадает Носоловка у села Масловка.
В Тамалинском районе река протекает через сёла Вишнёвое, Большая Сергеевка, Сюверня, Красавка, Липовка, Луговой, Обвал, Невежкино, Новая Сярда, Каменка, Масловка, Павловка. Дальше река течёт по Белинскому району через сёла Петровка, Уваровка, Новая Заря, Лопатино и Чернышево.

## Данные водного реестра
По данным государственного водного реестра России относится к Донскому бассейновому округу, водохозяйственный участок реки — Ворона, речной подбассейн реки — Хопер. Речной бассейн реки — Дон (российская часть бассейна).
Код объекта в государственном водном реестре — 05010200212107000006380.